# イェルヴァ県
イェルヴァ県（エストニア語：Järva maakond）は、エストニアを構成する15の県の一つである。エストニア中部に位置し、行政府所在地はパイデ。

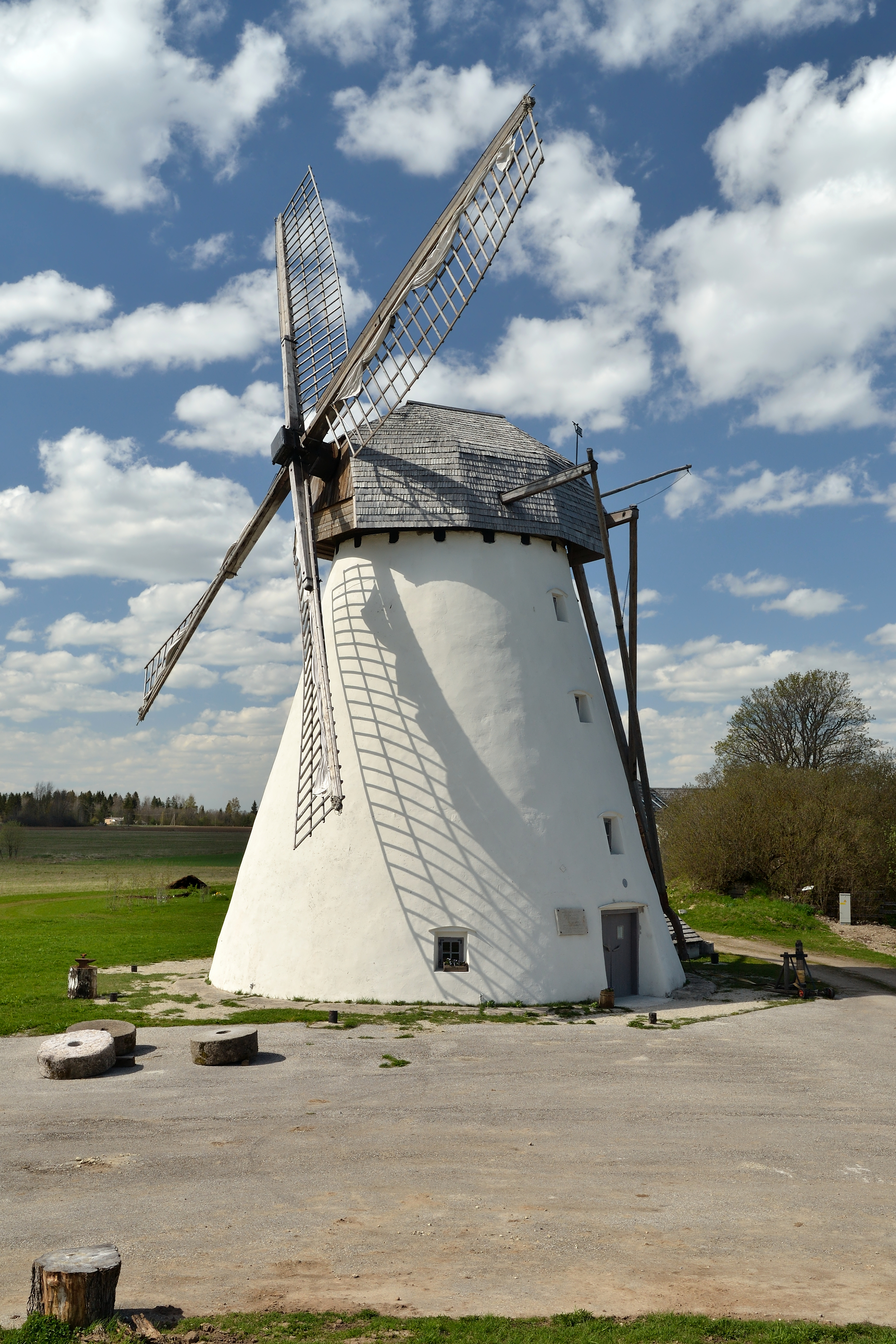
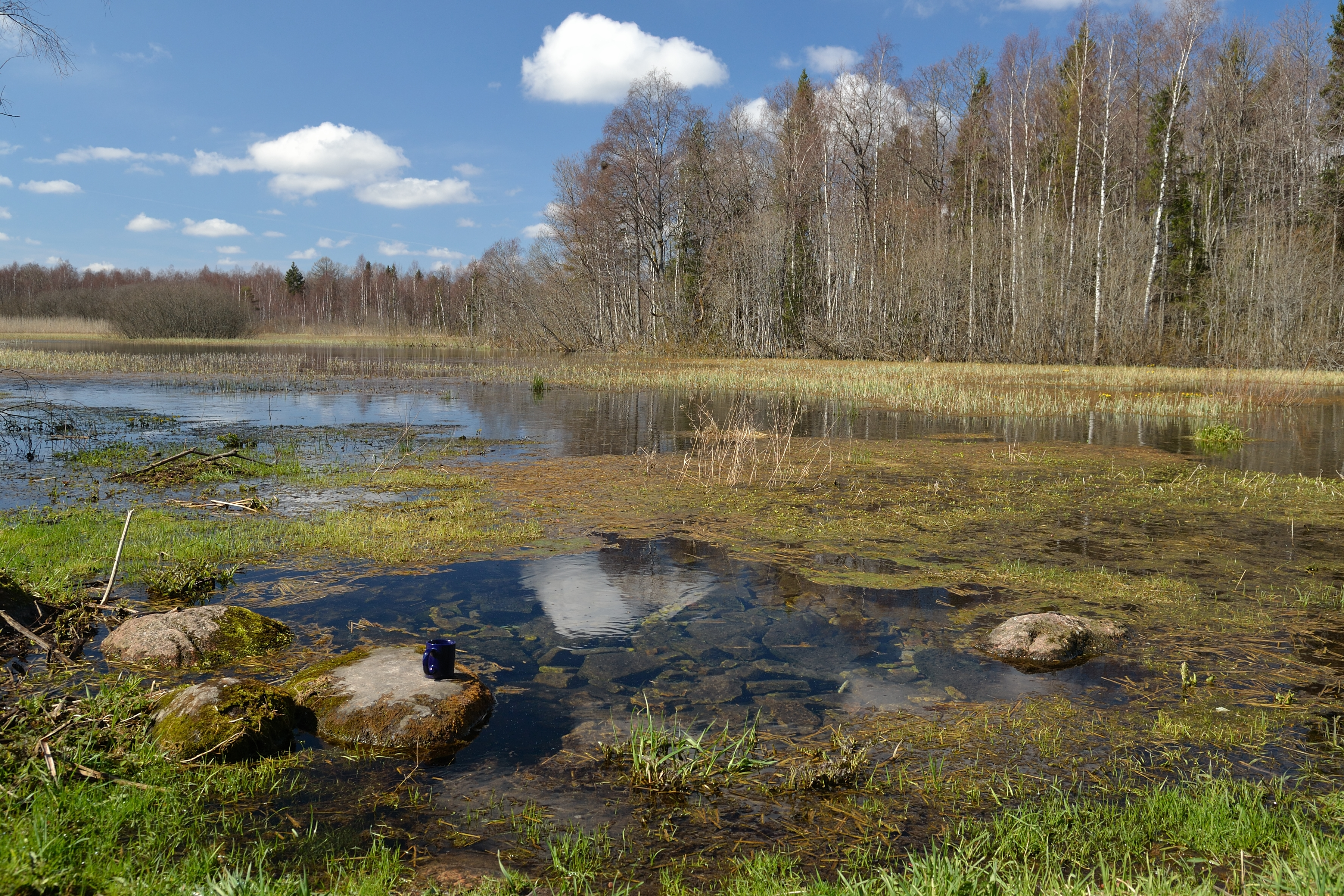
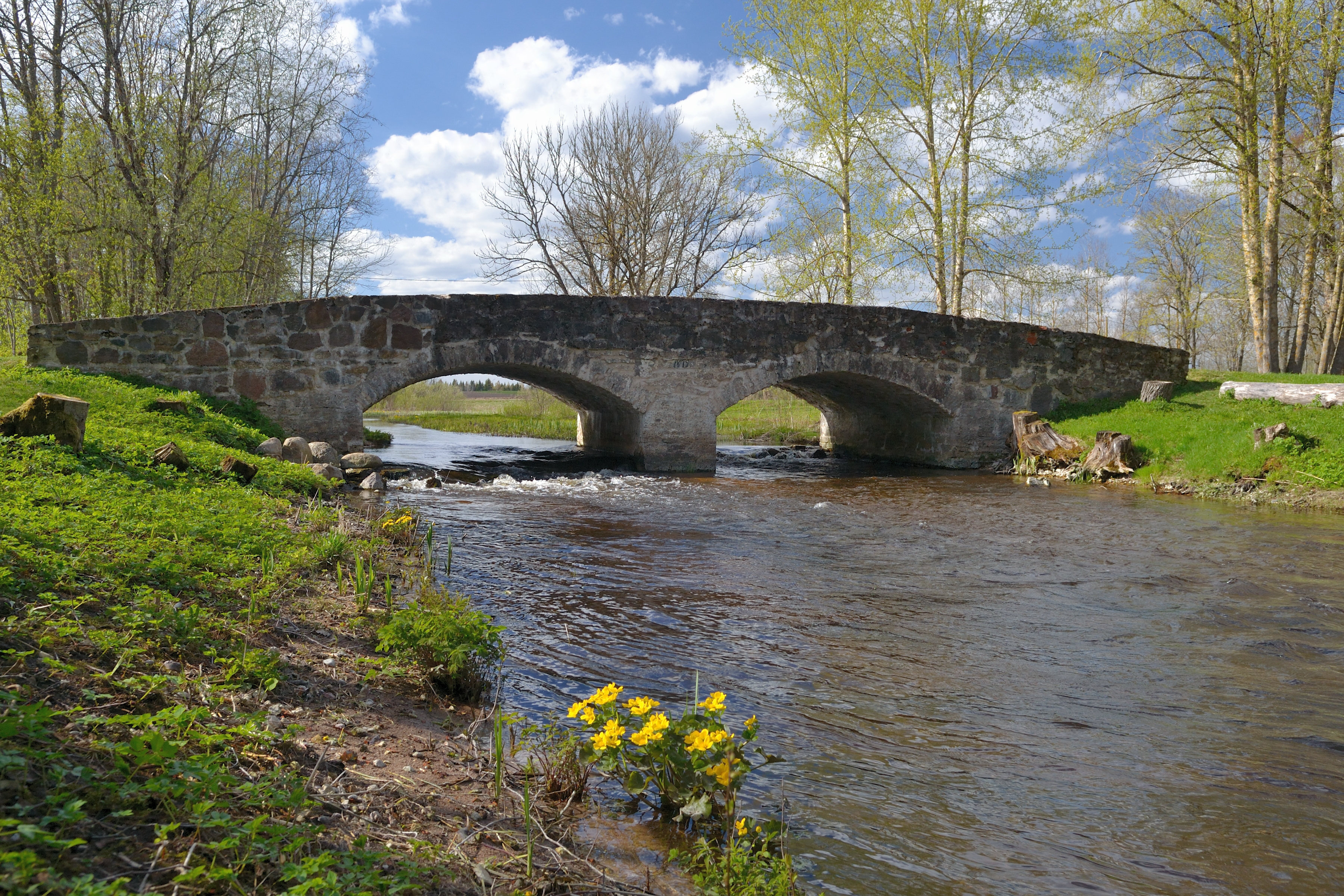
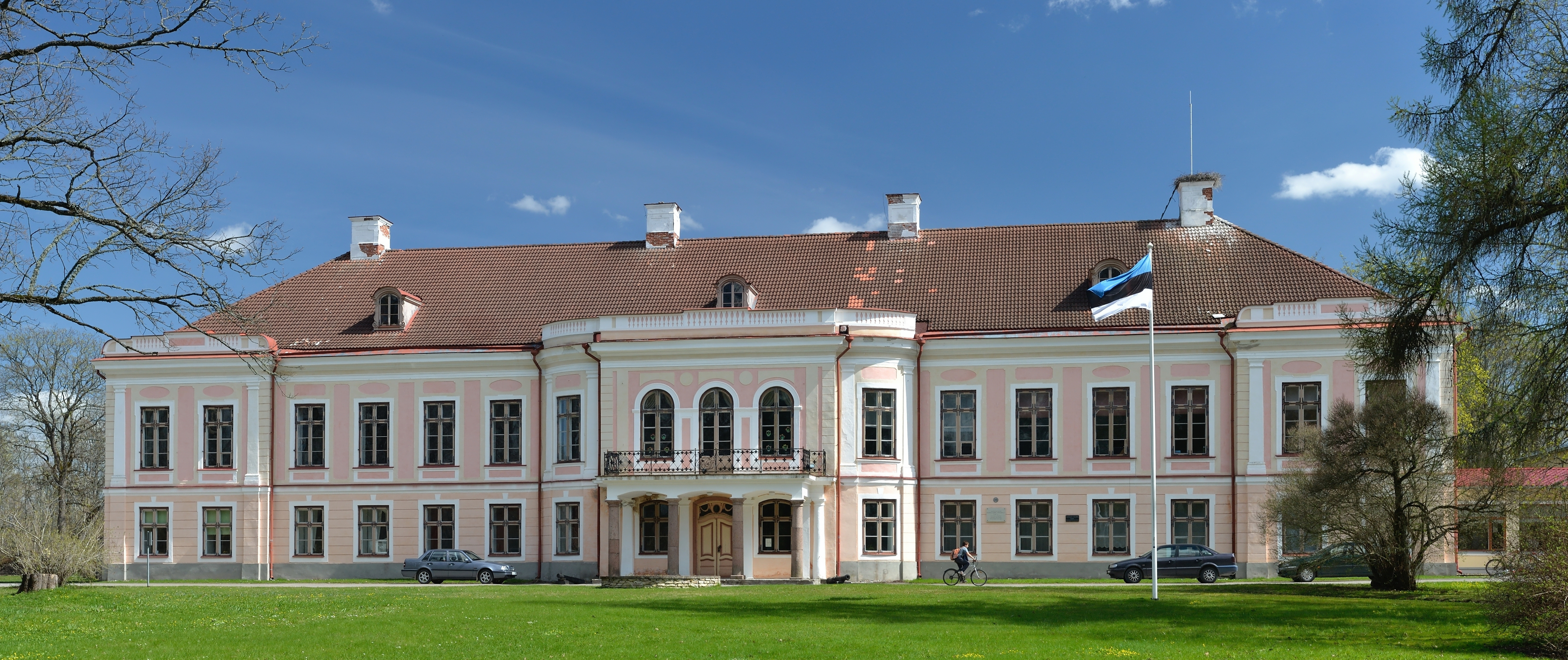